# Jacques Bousseau
Jacques Bousseau fue un escultor, nacido en Crépelière, Chavagnes-en-Paillers (Francia) el 17 de mayo de 1681, y fallecido en Valsaín (España) el 13 de febrero de 1740.

## Datos biográficos
Nacido en Crépelière, Chavagnes-en-Paillers (Francia) el 17 de mayo de 1681
Ganador del Premio de Roma en 1705.
Viajó a Roma en 1709 y permaneció allí pensionado por el rey de Francia hasta 1712.
Alumno de Nicolas Coustou fue aprobado como miembro de la Academia Real de Pintura y Escultura de Francia en 1713.
Tanto en Francia como en España ostentó el título de Escultor del Rey.
En el Real Sitio de La Granja de San Ildefonso trabajó Bousseau junto a Renato Fremin y Juan Thierry Podemos leer en "La Historia del Jardín" de José Miguel Morales Folguera:

La Fuente de los Baños de Diana está desarrollada por medio de una gran fachada arquitectónica con un nicho en el centro y un estanque delante de clara inspiración italiana. Fue proyectada por René Fremin y Jacques Bousseau. El nicho está ocupado por Acteón tocando la flauta, que observa delante la escena de Diana que es atendida por las ninfas después de la caza, mientras que otras juegan en el estanque con perros y delfines.

Fallecido en Valsaín ( España ) en 1740.

## Obras
Entre las mejores y más conocidas obras de Jacques Bousseau se incluyen las siguientes:
- Ulysse tendant l'arc dont Pénélope doit être le prix, pieza de recepción en la Escuela Real de Bellas Artes de París, mármol, 1715, París, Museo del Louvre.[4] de esta escultura existen diferentes reproduccones posteriores en bronce[5]

- Eneas portando a su padre Anquiso, seguidos por Ascanio (del francés: Enée portant son père Anchise, suivi d'Ascagne). Obra de Pierre Lepautre realizada en Roma a partir de un modelo en cera de François Girardon de 1696, mármol, concluido en 1717 con la ayuda de Bousseau, París, Museo del Louvre.[6] El grupo, formado por tres figuras, la parte posterior de Eneas y su padre está solucionada con maestría, al incluir la figura de Ascanio infante.[7]

- Jarrón decorado con hojas de acanto, para el jardín del Castillo de Marly.[8] este jarrón formó parte de un grupo de seis encargados en 1730 por la dirección de las edificios del Rey para el parque de Marly a Jacques Bousseau (dos copias, pagadas el 23 de agosto de 1737), Robert Le Lorrain (1731-1733); Jean louis Lemoyne (dos copias 1731 - 1737), y Alexandre Rousseau de Corbeil (1735)
- Dos esculturas de Ninfas en la Fuente de las Nereidas, plomo, La Granja de San Ildefonso. Primero fueron pintadas con una pátina imitando el bronce, después con otra imitando el mármolObras de Jacques Bousseau

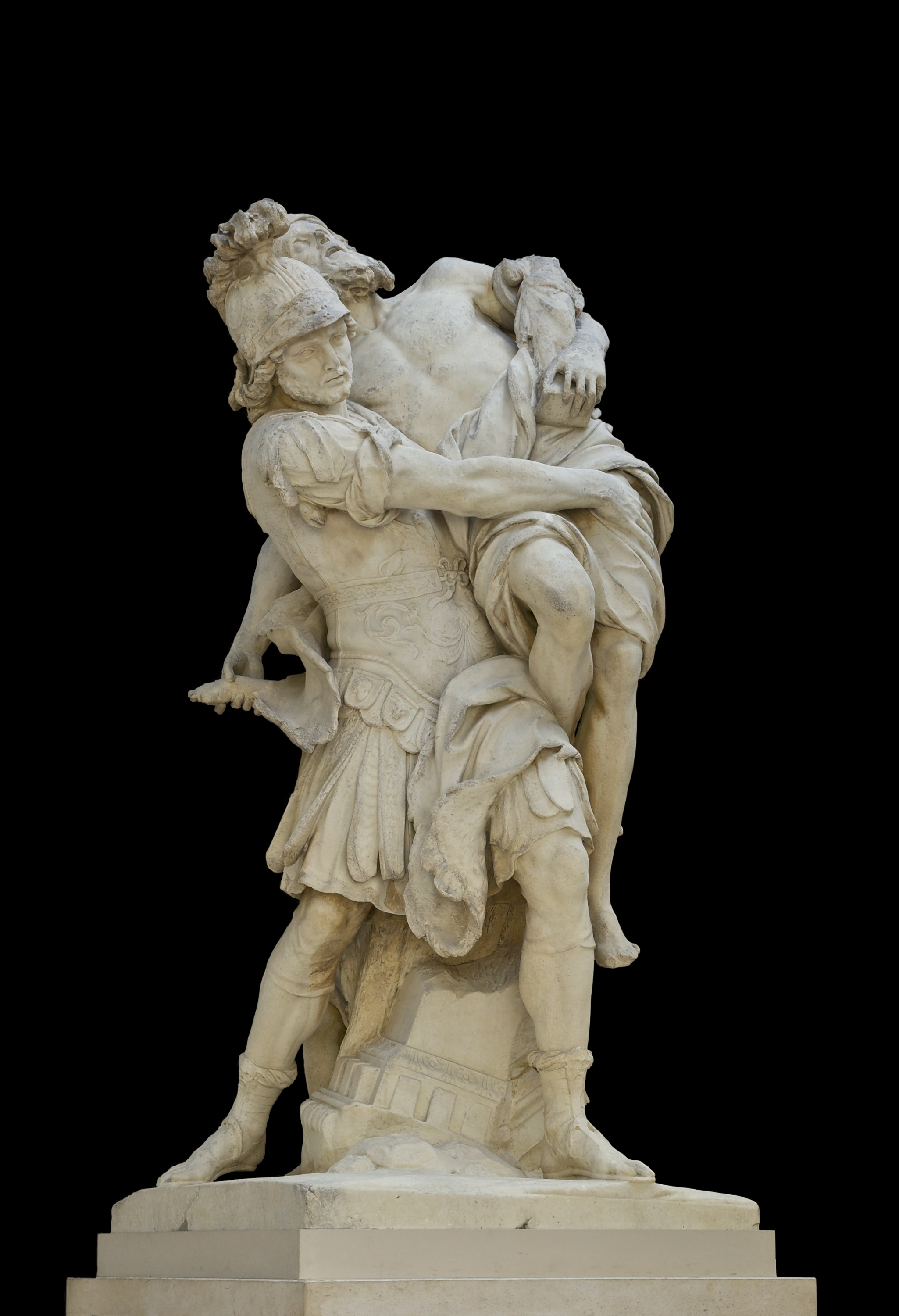
Eneas y Anquiso, escultura de Pierre Lepautre, concluida con la ayuda de Bousseau
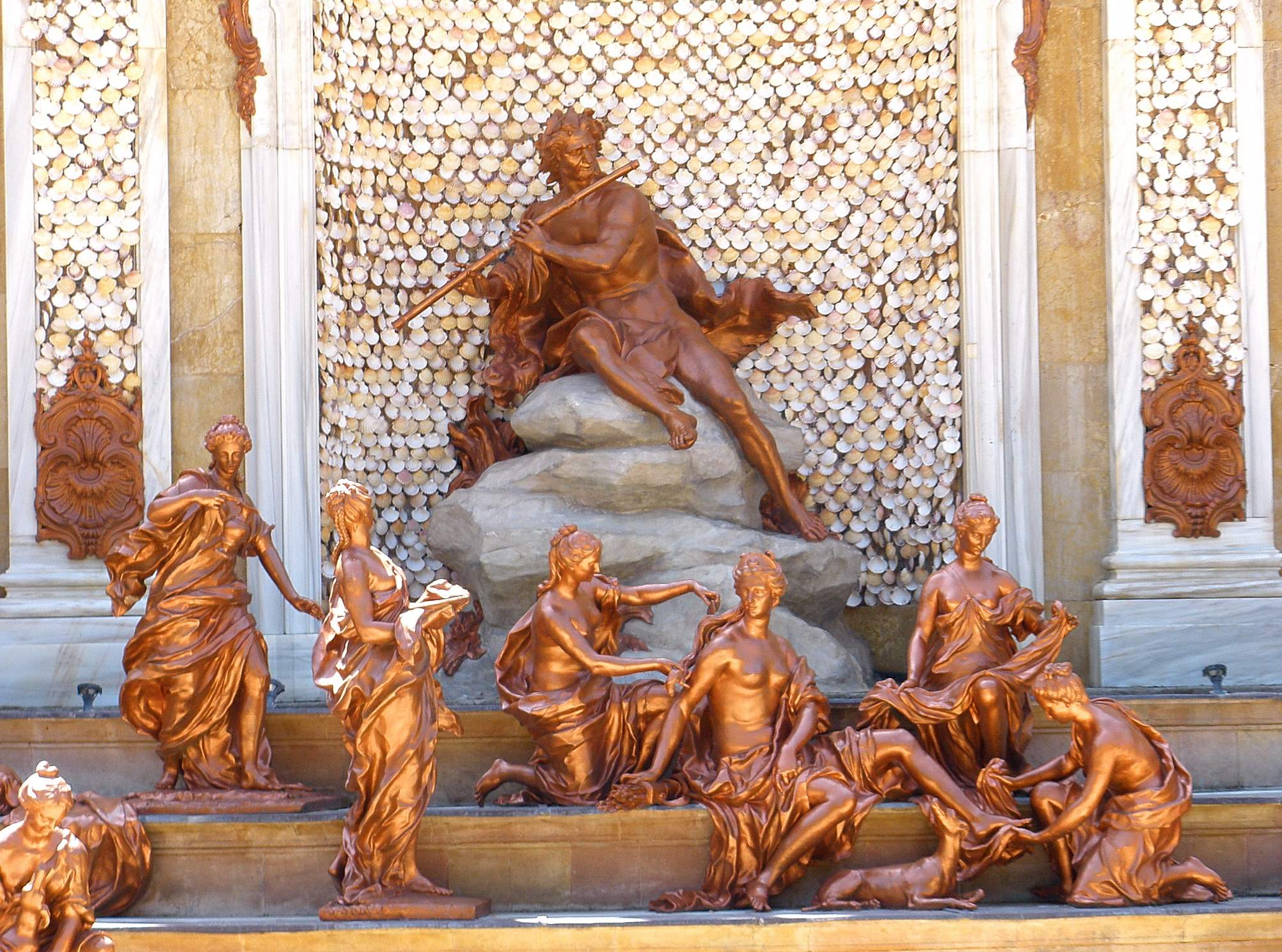
Fuente de los Baños de Diana - San Ildefonso

(Haga clic sobre la imagen para agrandar) 